# Castle of Dr. Brain
Castle of Dr. Brain est un jeu vidéo ludo-éducatif développé et édité par Sierra On-Line, sorti en 1991 sur DOS, Mac, Amiga et PC-98.

## Accueil
- Amiga Format : 61 %[1]
- CU Amiga : 78 %[2]